# 위례중앙초등학교
위례중앙초등학교(慰禮中央初等學校)는 대한민국 경기도 성남시 수정구에 있는 공립 초등학교이다.

## 연혁
- 2016년 10월 17일 : 개교